# Novosuhanivka, raionul Sumî, regiunea Sumî
Novosuhanivka (în ucraineană Новосуханівка) este o comună în raionul Sumî, regiunea Sumî, Ucraina, formată numai din satul de reședință.

## Demografie
Componența lingvistică a comunei Novosuhanivka
     Ucraineană (93,96%)
     Rusă (5,55%)
     Alte limbi (0,5%)
Conform recensământului din 2001, majoritatea populației comunei Novosuhanivka era vorbitoare de ucraineană (93,96%), existând în minoritate și vorbitori de rusă (5,55%).